# Treskow-Platane
Die Treskow-Platane ist eine Ahornblättrige Platane in Berlin-Friedrichsfelde, Bezirk Lichtenberg, die seit dem 2. März 1993 aus landeskundlichen Gründen als Berliner Naturdenkmal gelistet ist, seit dem 20. Mai 2021 auch aus Gründen ihrer Eigenart.

## Beschreibung
Die Platane hat eine Höhe von 25 Metern und einen Kronendurchmesser von 20 Metern. Ihr Stammumfang in 1,30 Meter Brusthöhe beträgt 4,65 Meter. Ihr Alter wurde 2015 vom Umweltbüro Lichtenberg mit 250 Jahren angegeben. Sie beeindruckt durch die Ausprägung ihres Astwerks; ihre Äste haben einen ovalen Querschnitt und sind außergewöhnlich verwachsen. Der östliche Teil ihrer Krone wird am westlichen Teil baumschonend mit einem Seil gestützt.

## Geschichte
Die Treskow-Platane ist landläufig benannt nach dem Landwirtschaftsreformer und Gutsbesitzer Johann Carl Sigismund von Treskow  (1787–1846). Er erwarb das Schloss und Gut Friedrichsfelde im Jahr 1816 als nun erstmals vereinigtes Rittergut. Seine Familie blieb Eigentümer von Friedrichsfelde bis zur Enteignung 1945, nach dem Ende des Zweiten Weltkrieges. Aus dem einstigen Schlosspark entstand 1955 der Tierpark Berlin-Friedrichsfelde.
Nach dem geschätzten Alter der Platane muss sie schon vor der Zeit der Treskows Bestandteil einer Platanenanpflanzung gewesen sein. Ihre Pflanzung dürfte auf die Zeit des Herrenhauses als Lustschloss der Hohenzollern zurückgehen, aber bis frühestens zirka um das Jahr 1760 herum, denn noch wesentlich höhere Altersangaben berücksichtigen nicht, dass diese Hybridform erst im 18. Jahrhundert aus einer Kreuzung in England entstanden ist und die ersten Exemplare um das Jahr 1743 nach Deutschland kamen. Die älteste Ahornblättrige Platane in Deutschland ist die Herzogenrather Platane von etwa 1750.

## Standort
Die Platane befindet sich im östlichen Abschnitt des einstigen Dorfangers im historischen Ortskern von Berlin-Friedrichsfelde. Sie steht gegenüber dem Schlosspark von Schloss Friedrichsfelde als Einzelbaum an der Grundstücksecke Alfred-Kowalke-Straße 29, auf dem ehemaligen Schulhofgelände der 15. Grundschule, die 2014 der Errichtung eines Seniorenpflegeheims weichen musste.